# Madame Isabel de Francia
Isabel de Borbón (3 de mayo de 1764 - 10 de mayo de 1794), conocida como Madame Isabel, fue la hermana menor de Luis XVI de Francia. Permaneció junto al rey y su familia durante la Revolución francesa y murió ejecutada en la Plaza de la Revolución (actual Plaza de la Concordia) durante el Reinado del Terror. Es venerada y considerada por la Iglesia Católica como una mártir y ha sido declarada Sierva de Dios por el Papa Pío XII, Su fiesta se celebra todos los años el 10 de mayo.

## Biografía

### Primeros años

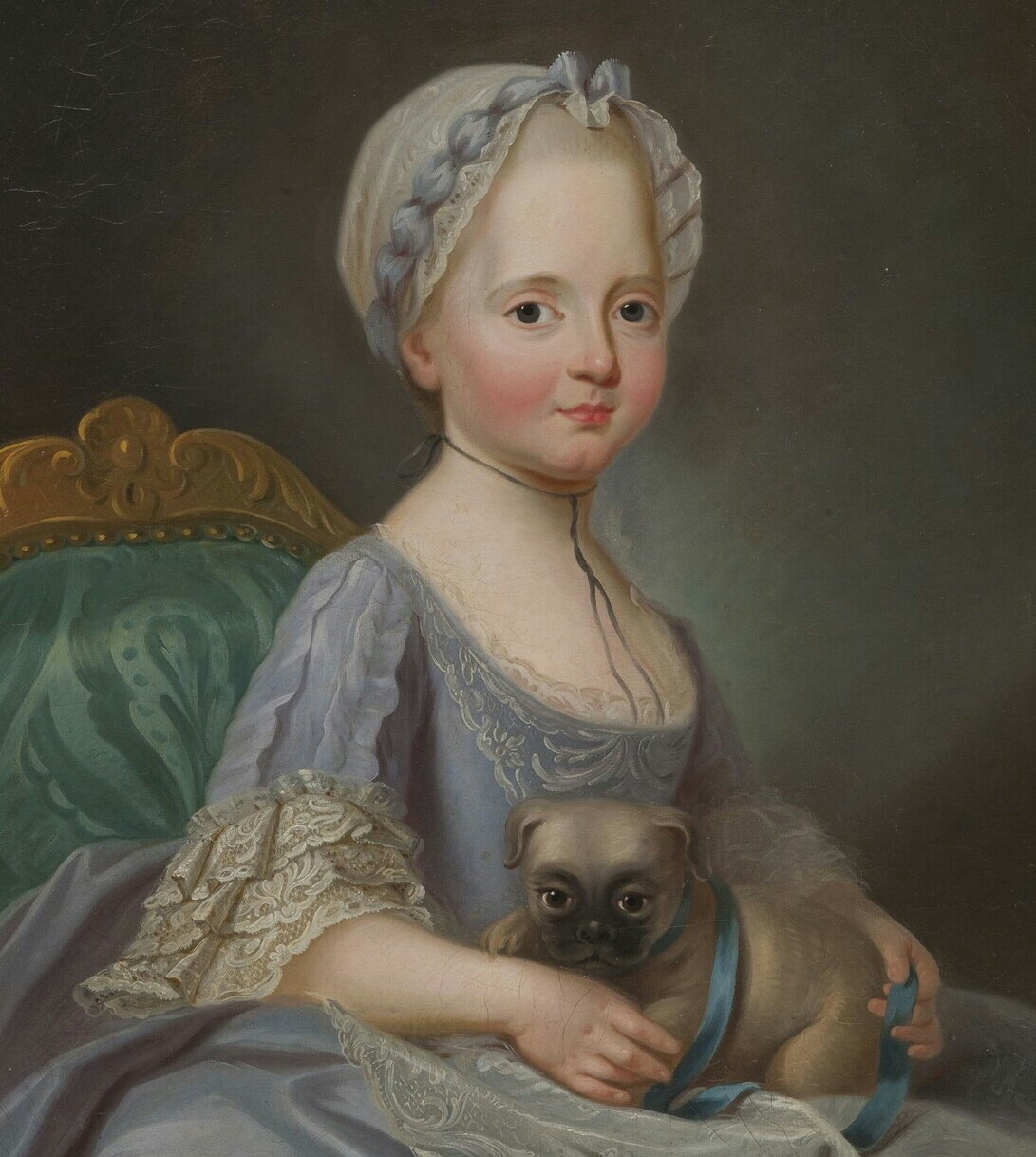
Retrato de Isabel, por Joseph Ducreux (1768).

Isabel nació el 3 de mayo de 1764 en el Palacio de Versalles, hija menor de Luis de Francia y María Josefa de Sajonia, siendo sus abuelos paternos el rey Luis XV de Francia y la reina María Leszczyńska. Tras la repentina muerte de su padre en 1765, el hermano mayor de Isabel, Luis Augusto (futuro Luis XVI), se convirtió en el delfín y heredero del trono de Francia, muriendo la madre de ambos en 1767 a consecuencia de la tuberculosis. Esto provocó que Isabel quedase huérfana, con tan solo dos años de edad, al igual que sus hermanos Luis Augusto, Luis Estanislao, Carlos Felipe y Clotilde.
Isabel y Clotilde fueron criadas por Marie Louise de Rohan, Madame de Marsan, gobernanta de los Infantes Reales. Ambas hermanas eran consideradas de carácter muy diferente. Mientras que Isabel era descrita como «orgullosa, inflexible y pasional», Clotilde era considerada como «dotada con la más feliz disposición, la cual sólo necesitaba guía y desarrollo». Las dos hermanas recibieron la educación propia de las princesas reales en aquella época, la cual se centraba en el talento, la religión y la virtud, educación a la cual Clotilde se sometió voluntariamente. Fueron instruidas en botánica por Lemonnier, en historia y geografía por Leblond, y en religión por el abate de Montigat, canon de Chartres, siguiendo a la corte a sus diferentes palacios y estando sus días divididos entre estudios, paseos por el parque y excursiones al bosque. Madame de Marsan solía llevarlas a visitar a las estudiantes de la Maison royale de Saint-Louis, donde jóvenes señoritas seleccionadas eran presentadas a las princesas. Mientras que Clotilde era descrita como una alumna dócil «quien se hacía amar por todo el que se le acercaba», Isabel se negaba a estudiar argumentando que «siempre había a mano gente cuyo deber era pensar por una princesa», tratando con poca paciencia al personal a su servicio. Madame de Marsan, quien era incapaz de gobernarla, prefería a Clotilde, lo que desató los celos de Isabel y abrió una brecha entre ambas hermanas. No obstante, su relación mejoró cuando Isabel enfermó y Clotilde insistió en atenderla, aprovechando para enseñarle el alfabeto y hacer que se interesase por la religión, lo que provocó un considerable cambio en la personalidad de Isabel. Clotilde pronto se convirtió en su mejor amiga, tutora y consejera. Tras esto, Marie-Angélique de Mackau fue asignada como institutriz de Isabel, a quien se sintió muy unida y con quien hizo progresos en su educación, desarrollando Isabel una personalidad más tranquila y encaminada a la religión.
En 1770, su hermano mayor, el delfín, contrajo matrimonio con María Antonieta de Austria, quien encontró a Isabel encantadora y llegó a mostrarse tan cercana a ella que Isabel terminó por preferir a su cuñada más que a su hermana Clotilde, lo que supuso cierta ofensa en la corte.

### Vida adulta

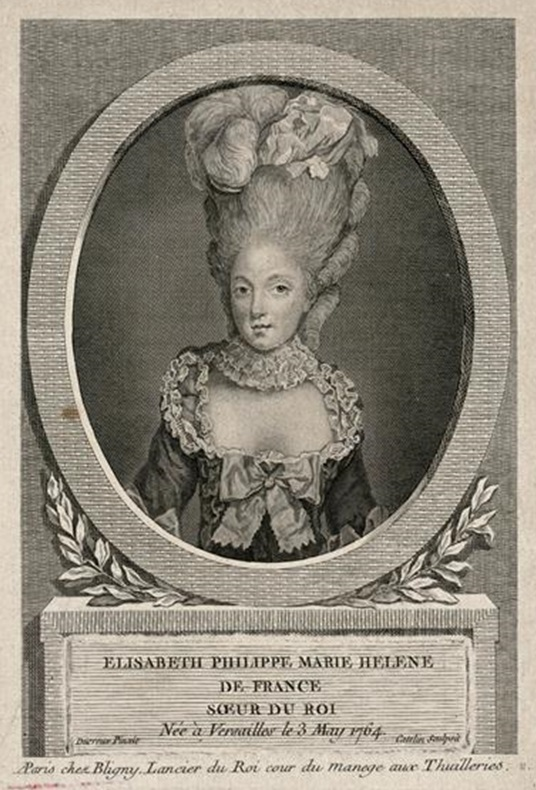
Retrato de Isabel. Grabado de Louis-Jacques Cathelin a partir de una pintura de Joseph Ducreux (1775)

El 10 de mayo de 1774 su abuelo Luis XV murió a consecuencia de la viruela, tras lo cual su hermano Luis Augusto subió al trono como Luis XVI. En agosto de 1775 su hermana Clotilde abandonó Francia debido a su matrimonio con el príncipe y futuro rey Carlos Manuel IV de Cerdeña. La despedida entre ambas hermanas fue descrita como intensa, con Isabel incapaz de soltarse de los brazos de su hermana. Al respecto, María Antonieta comentó:

Mi hermana es una niña encantadora, quien posee inteligencia, carácter, y mucha gracia; me demostró el mayor sentimiento, y muy por encima de su edad, en la partida de su hermana. La pobre niña estaba desesperada, y como su salud es muy delicada, enfermó y tuvo un severo ataque de nervios. Le confío a mi querida madre que temo me estoy uniendo demasiado a ella, sintiendo, por el ejemplo de mis tías, cuan esencial es para ella no quedarse como una vieja dama en este país.

Demuestra en la ocasión de la partida de su hermana y en numerosas otras circunstancias un encantador buen sentido y sensibilidad. Cuando alguien tiene tal sentimiento a los once años de edad, es muy encantador... La pobre niña nos dejará dentro de dos años. Lamento que deba ir hasta Portugal, pero será más feliz para ella irse tan joven ya que sentirá menos la diferencia entre los dos países. Ojalá Dios conceda que su sensibilidad no rinda su felicidad.

El 17 de mayo de 1778, tras la visita de la corte a Marly, Isabel abandonó formalmente la cámara de los infantes y se convirtió en adulta cuando por deseo del rey se le retiró a de Mackau como institutriz y se le otorgó su propia corte, con Diane de Polignac como dama de honor y Bonne Marie Félicité de Sérent como dama de compañía. La ceremonia fue descrita en los siguientes términos: 

Madame Isabel acompañada por la princesa de Guéménée, las institutrices, y las damas en asistencia, fue a los apartamentos del rey, y allí Madame de Guéménée entregó formalmente su cargo a Su Majestad, quien mandó por Madame la condesa Diane de Polignac, dama de honor de la princesa y Madame la marquesa de Sérent, su dama de compañía, bajo cuyo cuidado dio a Madame Isabel.

Se llevaron a cabo numerosos intentos por arreglar un matrimonio para ella. El primer candidato fue José de Braganza, no oponiéndose Isabel al enlace, si bien, según informes, se sintió aliviada cuando se rompieron las negociaciones. Posteriormente, Isabel recibió una propuesta del duque de Aosta (futuro Víctor Manuel I de Cerdeña), hermano del príncipe de Saboya y cuñado de su hermana Clotilde. La corte de Francia, no obstante, no consideró apropiado para una princesa de Francia contraer matrimonio con un príncipe de estatus inferior al de un monarca o un heredero a un trono, motivo por el cual el enlace fue rechazado en su nombre.
Finalmente, se sugirió una unión entre Isabel y su cuñado José II del Sacro Imperio Romano Germánico, quien tenía una buena impresión de ella desde su visita a Francia el año anterior, comentando que se sentía atraído por la «vivacidad de su intelecto y su carácter amable». No obstante, el partido antiaustriaco de la corte veía la alianza entre Francia y Austria como contraria a los intereses del país galo, y para 1783 los planes de matrimonio fueron abandonados, no volviendo a efectuarse nuevas propuestas al respecto. La propia Isabel se sentía feliz de no casarse puesto que un matrimonio con un príncipe extranjero la hubiera obligado a abandonar Francia: «Sólo puedo casarme con el hijo de un rey, y el hijo de un rey debe reinar sobre el reino de su padre. No sería más una francesa. No quiero dejar de serlo. Es mucho mejor quedarse aquí a los pies del trono de mi hermano que subir a otro».
Isabel no jugó un papel destacado en la época anterior a la Revolución; veía la corte real como decadente y como una amenaza a su bienestar moral, por lo que procuró distanciarse de ella, asistiendo únicamente cuando su presencia era necesaria o cuando el rey o la reina se lo solicitaban. Cuando abandonó la cámara real de los infantes y formó su propio séquito, tomó la decisión de protegerse de las potenciales amenazas que la vida en la corte suponían a su moral siguiendo los principios establecidos por sus gobernantas y sus tutores durante su infancia: dedicar sus días a un programa de devoción religiosa, estudio, monta y paseos, así como socializar solo con «las damas que me han educado y que están ligadas a mí (...) mis buenas tías, las damas de Saint-Cyr, las carmelitas de Saint-Denis».
Isabel visitaba con frecuencia a su tía Luisa de Francia, quien era carmelita en el convento de Saint-Denis. El rey, preocupado porque su hermana se convirtiese en monja, le dijo en una ocasión: «No pido nada mejor que que debas ir a ver a tu tía, a condición de no seguir su ejemplo: Isabel, te necesito». Firme creyente en la monarquía absoluta, Isabel sentía gran respeto por la posición de su hermano mayor, y consideró como su deber estar a su lado. A nivel personal, era profundamente devota de su hermano el conde de Provenza: «Mi hermano el conde de Provenza, es al mismo tiempo el mejor consejero y el más encantador de todos. Rara vez se equivoca en su juicio sobre hombres y cosas, y su memoria prodigiosa le proporciona en toda circunstancia un flujo interminable de anécdotas interesantes». Su hermano más joven, el conde de Artois, muy distinto a Isabel, era en ocasiones reprendido por ella a consecuencia de sus escándalos, si bien el conde la admiraba.

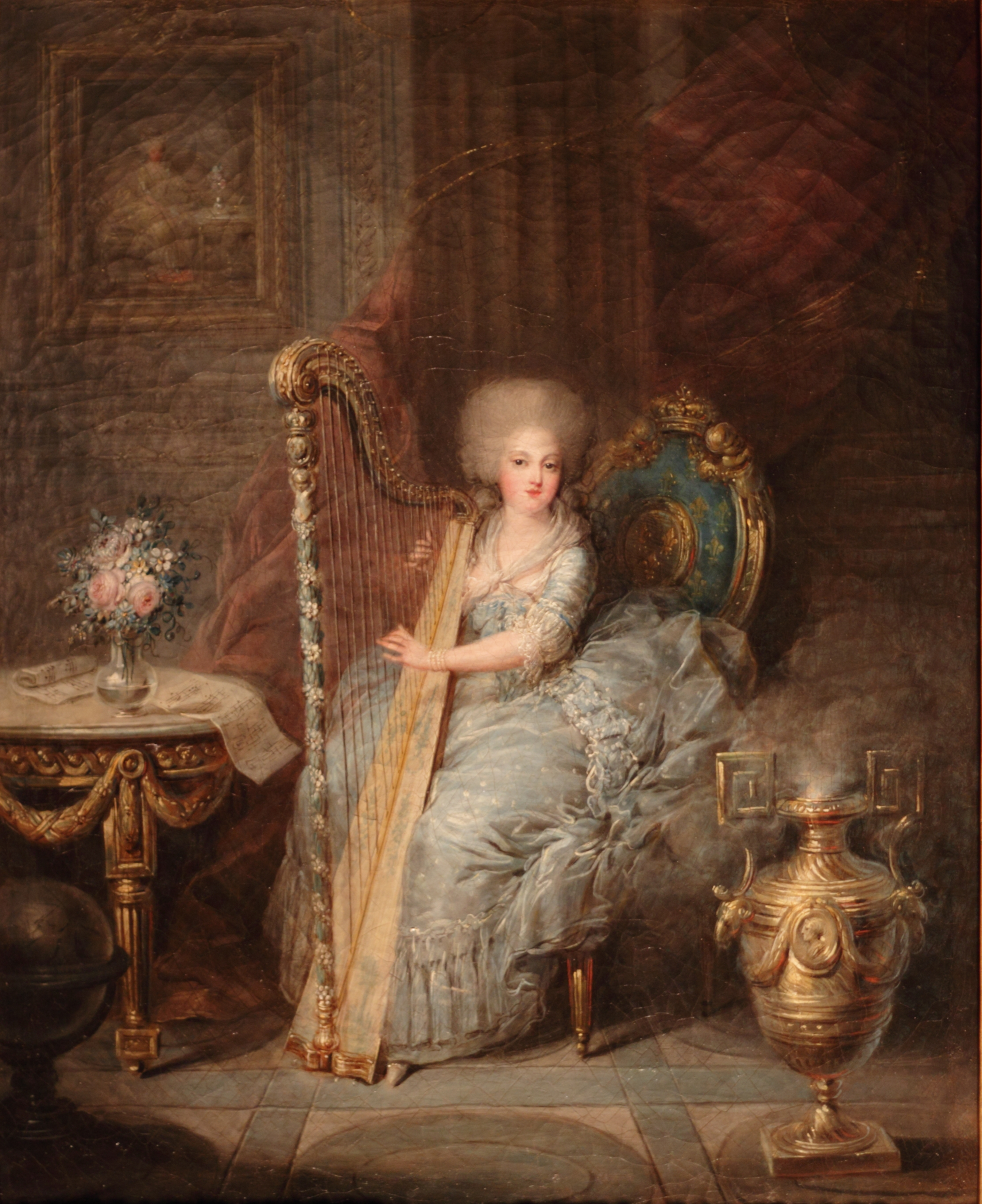
Retrato de Isabel tocando el arpa, por Charles Le Clercq (1783).

Su relación con María Antonieta fue complicada debido a la diferente personalidad de ambas. La reina encontró a Isabel encantadora cuando ésta entró en la corte como adulta: «La reina está encantada con ella. Cuenta a todo el mundo que no hay nadie más amable, que no la conocía bien antes, pero que ahora la ha hecho su amiga y que será de por vida». Isabel, no obstante, era muy cercana a sus tías, las Mesdames de Francia, quienes eran miembros del partido antiaustriaco, conocido por su animosidad hacia la reina y por la profunda oposición a sus reformas en la vida de la corte. Esta opinión era compartida por Isabel, quien como monárquica veía la indiferencia de María Antonieta hacia la etiqueta como una amenaza, llegando a decir en una ocasión: «Si los soberanos descendiesen a menudo al pueblo, la gente se acercaría lo suficiente como para ver que la reina era sólo una mujer bonita, y pronto concluirían que el rey era simplemente el primero entre los oficiales». Intentó también criticar el comportamiento de María Antonieta a este respecto, si bien nunca lo hizo abiertamente, pidiendo a su tía la princesa Adelaida hacerlo por ella. Pese a estas diferencias, Isabel visitaba ocasionalmente a la reina en el Petit Trianon, donde pescaban en un lago artificial, observaban a las vacas mientras eran ordeñadas, y daban la bienvenida al rey y a sus hermanos para cenar «en vestidos blancos de algodón, sombreros de paja y fichús de gasa», participando la princesa, al menos en una ocasión, en una de las representaciones de la reina en el teatro. Isabel se volvió devota de los hijos de los monarcas, sobre todo del primer delfín y de María Teresa, convirtiéndose en madrina de Sofía de Francia en 1786 y participando ese mismo año en el centenario de Saint-Cyr, una escuela en la que Isabel tenía un gran interés.
En 1781, el rey le otorgó el dominio de Montreuil, no muy lejos de Versalles, presentándoselo la reina con las siguientes palabras: «Hermana mía, ahora estás en casa. Este lugar será tu Trianón». Luis XVI no le permitió pasar la noche en Montreuil hasta que Isabel cumplió veinticuatro años, si bien la princesa pasaba allí días enteros, desde la misa de la mañana hasta que regresaba a Versalles para dormir. En Montreuil, Isabel seguía un programa el cual dividía sus días en horas de estudio, monta a caballo o paseos, cena y oraciones con sus damas de compañía, todo ello inspirado en el programa establecido por sus gobernantas durante su infancia. Isabel tenía interés por la jardinería además de involucrarse en actividades benéficas en la cercana villa de Montreuil. Lemonnier, tutor de Isabel, era vecino suyo, nombrándolo la princesa limosnero para que distribuyese su caridad en la villa: «Creció un intercambio constante de intereses entre ellos. El profesor compartía sus estudios botánicos en su jardín con la princesa, e incluso sus experimentos en su laboratorio; y Madame Isabel a cambio involucró a su viejo amigo con ella en sus obras de caridad, y lo hizo limosnero en la villa». Isabel importó vacas de Suiza y contrató a Jacques Bosson para que se ocupase de ellas; a petición de Bosson, la princesa trajo a sus padres y a su prima y novia Marie a Montreuil. Marie y Bosson contrajeron matrimonio y ella fue contratada como lechera, disponiendo Isabel que la familia Bosson se ocupase de su granja en Montreuil produciendo la leche y los huevos que la princesa distribuía posteriormente entre los niños pobres de la villa. Esto era visto en la corte como algo pintoresco, siendo Bosson retratado por Madame de Travannes en el poema Pauvre Jacques (Pobre Jacques), pieza muy popular que llegó a ser musicalizada.

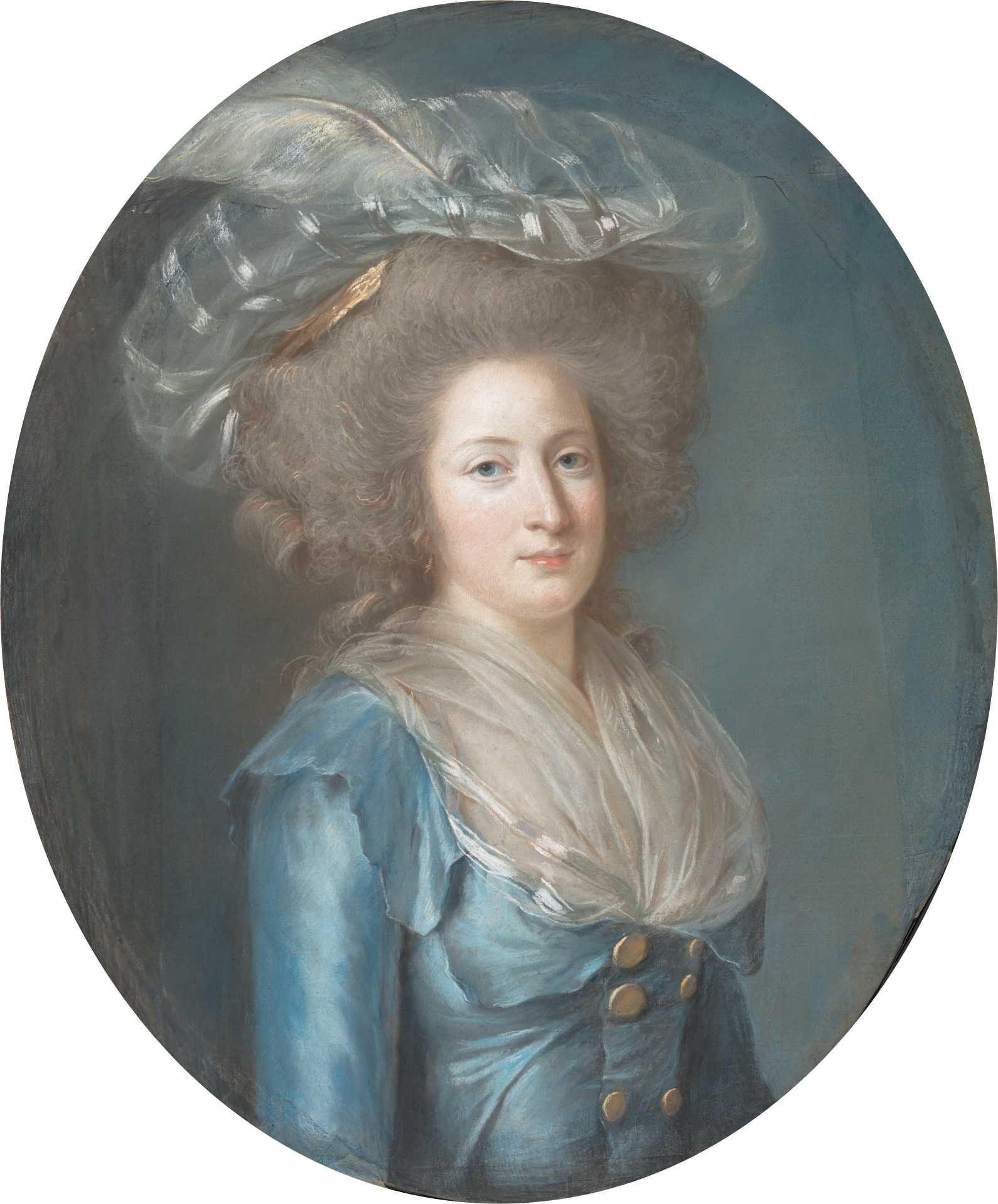
Retrato de Isabel, por Adélaïde Labille-Guiard (1787).

Isabel, quien tenía intereses políticos, era una firme partidaria de la monarquía absoluta. Asistió a la apertura de la Asamblea Nacional en Versalles el 22 de febrero de 1787 y, al respecto, hizo el siguiente comentario: 

¿Qué hará esta famosa Asamblea por nosotros? Nada, excepto dejar que la gente conozca la crítica posición en que estamos. El rey actúa en buena fe pidiendo su consejo; ¿harán ellos lo mismo en los consejos que le den? La reina está muy pensativa. A veces pasamos horas a solas sin que ella diga una palabra. Parece temerme. Y sin embargo ¿quién puede tener un interés más vivo que yo en la felicidad de mi hermano? Nuestros puntos de vista difieren. Ella es una austriaca. Yo soy Borbona. El conde de Artois no entiende la necesisad de estas grandes reformas; piensa que la gente argumenta el déficit con el fin de tener el derecho de quejarse y demandar la asamblea de los Estados Generales. Monsieur está muy ocupado en escribir; él es mucho más serio, y sabéis que ya era lo suficientemente grave. Tengo el presentimiento de que todo esto saldrá mal. En cuanto a mí, las intrigas me cansan. Amo la paz y el descanso. Pero nunca dejaré al rey mientras sea infeliz.

### Revolución
Isabel y su hermano Carlos eran los miembros más conservadores de la familia real. A diferencia del conde de Artois, quien bajo órdenes del rey abandonó Francia el 17 de julio de 1789, tres días después de la toma de la Bastilla, Isabel se negó a emigrar cuando la gravedad de los acontecimientos empezó a hacerse evidente.
El 5 de octubre de 1789, Isabel fue testigo de la marcha sobre Versalles desde Montreuil, por lo que regresó de inmediato al Palacio de Versalles. Una vez allí, aconsejó al rey llevar a cabo «una vigorosa y rápida represión del motín» en vez de negociar, recomendando a la familia real el traslado a una ciudad más alejada de París con el fin de estar libre de cualquier influencia por parte de las facciones. Este consejo contó con la oposición de Jacques Necker, retirándose Isabel a los apartamentos de la reina. La princesa no fue molestada en ningún momento cuando una turbamulta irrumpió en el palacio con intención de asesinar a la reina, si bien se despertó y llamó al rey, quien estaba preocupado por ella. Cuando la muchedumbre solicitó que Luis XVI volviese con ellos a París, y habiendo Lafayette recomendado al monarca aceptar, Isabel trató sin éxito de convencerlo de lo contrario: «Señor, no es a París a donde debéis ir. Aún tenéis batallones devotos, guardias fieles, quienes protejerán vuestra retirada, pero os lo imploro, hermano mío, no vayáis a París».
Isabel acompañó a la familia real a la capital, donde eligió vivir con ellos en el Palacio de las Tullerías en vez de con sus tías las princesas Adelaida y Victoria en el Château de Bellevue. El día después de su llegada, según Madame de Tourzel, la familia real fue despertada por una gran multitud ubicada a las afueras del palacio y todos los miembros de la misma, incluidas las princesas, forzados a aparecer en público portando la escarapela nacional. En las Tullerías, Isabel se alojó en el Pavillon de Flore. Inicialmente en la primera planta junto la reina, intercambió su habitación con la de la princesa de Lamballe, ubicada en la segunda planta del pabellón, después de que algunas pescaderas hubiesen trepado hasta su apartamento a través de las ventanas.
En contraste con la reina, Isabel gozaba de buena reputación entre el público, siendo llamada por las mujeres del mercado de Las Halles la «Santa Genoveva de las Tullerías». La vida de la corte en el palacio fue descrita como relajada. Isabel cenaba con la familia real, posteriormente trabajaba en la elaboración de un tapiz con la reina y participaba en las veladas familiares con el conde y la condesa de Provenza cada día, ocupándose al mismo tiempo de su propiedad en Montreuil mediante cartas. Mantenía asimismo correspondencia con amigos que estaban tanto dentro como fuera de Francia, sobre todo con su hermano exiliado y con su amiga Marie-Angélique de Bombelles, la cual se conserva y permite conocer su punto de vista político. 
En febrero de 1791, Isabel prefirió no emigrar con sus tías Adelaida y Victoria. A este respecto escribió:

Pienso y puedo ver en vuestras cartas y en otras que he recibido que la gente está sorprendida de que no haya hecho lo que mis tías han hecho. No pensé que mi deber me llamase a dar este paso, y eso es lo que ha dictado mi decisión. Pero creo que nunca seré capaz de traicionar mi deber ni mi religión, ni mi afecto por aquellos quienes solos lo merecen, y con quienes daría el mundo para vivir.

### Fuga de Varennes

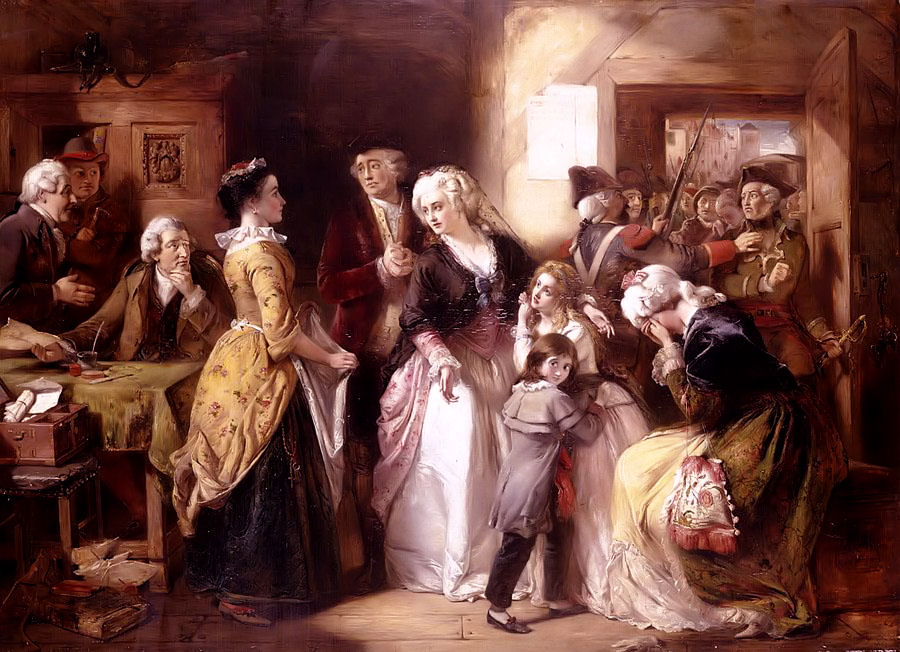
El arresto de Luis XVI y su familia en la casa del registrador de pasaportes, en Varennes en junio de 1791, por Thomas Falcon Marshall (1854).

En junio de 1791, Isabel acompañó a la familia real en la frustrada fuga de Varennes. Durante el viaje, Madame de Tourzel se hizo pasar por la baronesa de Korff, el rey por su ayudante de cámara, la reina por su doncella, e Isabel por la niñera de los infantes. Si bien no tomó un papel activo durante la huida, sí tuvo una participación importante durante el regreso de la familia real a París. Poco después de abandonar Epernay, a la familia real se les unieron tres comisarios de la Asamblea: Barnave, Pétion y Latour-Maubourg, sentándose los dos primeros en el carruaje. Isabel habló con Barnave durante horas en un intento por justificar la huida del rey al tiempo que exponía el punto de vista del monarca sobre la Revolución. Esta charla fue plasmada por Madame de Tourzel en sus memorias: 

-Estoy muy contenta de que me hayáis dado la oportunidad de abrir mi corazón y hablaros francamente sobre la Revolución. Vos sois demasiado inteligente, Monsieur Barnave, para no haber reconocido de inmediato el amor del rey por los franceses y su deseo de hacerlos felices. Engañado por un excesivo amor por la libertad, pensáis sólo en su beneficio, sin considerar el desorden que pueda acompañarlo. Deslumbrado por vuestro primer éxito, fuisteis mucho más lejos de lo que pretendíais. La resistencia que encontrasteis os fortaleció contra las dificultades y os hizo aplastar sin reflexionar todo lo que era un obstáculo para vuestros planes. Olvidasteis que el progreso debe ir despacio, y que al esforzarse por llegar rápido, uno corre el riesgo de perder el rumbo. Vos os persuadisteis a vos mismo de que destruyendo todo lo que ya existía, bueno o malo, haríais un trabajo perfecto y restableceríais lo que era útil para preservarlo. Conducido por este deseo, habéis atacado los mismos fundamentos de la realeza, y cubierto con amargura e insulto al mejor de los reyes. Todos sus esfuerzos y sacrificios para devolveros las ideas sabias han sido inútiles, y no habéis cesado de calumniar sus intenciones y de humillarle en los ojos de su gente, tomando de la realeza todas las prerrogativas que inspiran amor y respeto. Arrancado de su palacio y llevado a París de la manera más vergonzosa, su bondad nunca falló. Abrió sus brazos a sus equivocados hijos, y trató de llegar a un entendimiento con ellos con el fin de cooperar (...) por el bienestar de Francia, la cual apreciaba a pesar de sus errores. Le habéis forzado a firmar una Constitución aún no completada, aunque él os dijo que sería mejor no sancionar un trabajo inacabado, y le habéis obligado a presentarlo en esta forma al Pueblo ante una Federación en la cual el objeto era unir a los Departamentos para aislar al rey de su nación.

-Ah, Madame, no os quejéis de la Federación. Deberíamos habernos perdido, si hubierais sabido cómo sacar provecho de ello.
-El rey, a pesar de los nuevos insultos que ha recibido desde entonces, no podía decidirse a hacer lo que ahora ha hecho. Pero, atacado en sus principios - en su familia - en su persona - profundamente afligido por los crímenes cometidos en toda Francia y viendo la desorganización general en todos los departamentos del Gobierno, con los males que resultan; decidido a abandonar París con el fin de ir a otra ciudad en el reino, donde, libre en sus acciones, podría persuadir a la Asamblea de revisar sus decretos y donde podría en concierto con ello crear una nueva Constitución, en la cual las diferentes autoridades podrían ser clasificadas y reemplazadas en su lugar apropiado y podrían trabajar por la felicidad de Francia. No hablo de nuestras propias penas. El rey solo, quien debería hacer uno con Francia, nos ocupa por completo. Nunca le dejaré a no ser que vuestros decretos, reteniendo toda libertad de práctica religiosa, me fuercen a abandonarle para ir a un país donde la libertad de conciencia me permita practicar mi religión, a la que me aferro más que a mi vida.

-De ninguna manera, Madame, vuestro ejemplo y vuestra presencia son muy útiles para vuestro país.

Por su parte, Pétion describió a Isabel como atraída por él durante aquel viaje: la propia princesa aludió posteriormente a esto en una carta comentando que recordaba «algunas extrañas observaciones suyas durante el viaje desde Varennes». En la posada en la que se hospedó la familia real en Dormans, Isabel se puso en contacto con el oficial Jean Landrieux, quien la utilizó como intermediaria en su fallido intento por ayudar a la familia a escapar a través de una ventana y atravesando el río hasta Vincelles. Tras el retorno a París, Isabel y Madame de Tourzel fueron escoltadas desde el carruaje hasta el palacio por Barnave y Latour-Maubourg respectivamente después de que éstos hubiesen escoltado a los reyes y a sus hijos. Mientras que la muchedumbre recibió al rey con silencio, a la reina con desprecio y a los niños con aclamaciones, no hubo ninguna reacción en particular hacia Isabel y de Tourzel.
Isabel habló de este viaje en una carta dirigida a Marie-Angélique de Bombelles:

Nuestro viaje con Barnave y Pétion fue ridículo. ¡Creéis sin duda que estamos en tormento! No del todo. Se portaron muy bien, especialmente el primero, quien es muy inteligente, y no feroz como se dice. Empecé por mostrale francamente mi opinión de sus actos, y tras eso conversamos por el resto del viaje como si no estuviésemos preocupados por el asunto. Barnave salvó al cuerpo de la Guardia que estaba con nosotros, y a quien la Guardia Nacional deseaba masacrar a nuestra llegada aquí.

Tras su regreso, el rey, la reina, el delfín y Madame de Tourzel fueron puestos bajo vigilancia, no estableciéndose ninguna supervisión a la hija del rey ni a su hermana y siendo Isabel libre de marcharse cuando quisiese, si bien prefirió quedarse con su hermano y su cuñada, según de Tourzel, como «su consuelo durante su cautividad. Sus atenciones hacia el rey y la reina y sus hijos siempre redoblaban en proporción a sus infortunios». Fue no obstante requerida por el abate de Lubersac para que se reuniese con sus tías en Roma, a lo que Isabel se negó diciendo: «Hay ciertas posiciones en las que uno no puede disponer de sí mismo, y así es la mía. La línea que debo seguir está trazada tan claramente por la Providencia que debo permanecer fiel a ella».

### 1792
El 20 de febrero de 1792, Isabel acompañó a María Antonieta al teatro italiano, siendo ésta la última vez en que la reina fue aplaudida por el público. Asimismo, Isabel asistió a las celebraciones oficiales después de que el rey firmase la nueva Constitución y a la fiesta de la Federación el 14 de julio de 1792. La nueva Constitución empujó a sus hermanos a preparar una regencia en el exilio, informando Isabel al conde de Artois de los cambios políticos mediante códigos. Se opuso, sin éxito, a la sanción del rey del decreto contra los sacerdotes que rechazaron jurar la Constitución.
Isabel, al igual que María Antonieta, recibió la visita de la delegación de esclavos de Saint-Domingue, la cual había venido a solicitar al rey protección contra la rebelión de esclavos, dirigiéndose a Isabel en los siguientes términos: «Al aparecer ante vos, Madame, no pueden sentir otro sentimiento que ese de veneración por vuestras altas virtudes. El interés que dignaréis a sentir por su destino endulzará su amargura», a lo que la princesa Isabel replicó: «Caballeros, he sentido profundamente las desgracias que han visitado la Colonia. Muy sinceramente comparto el interés tomado en ello por el rey y la reina, y os ruego que aseguréis a todos los colonos esto».

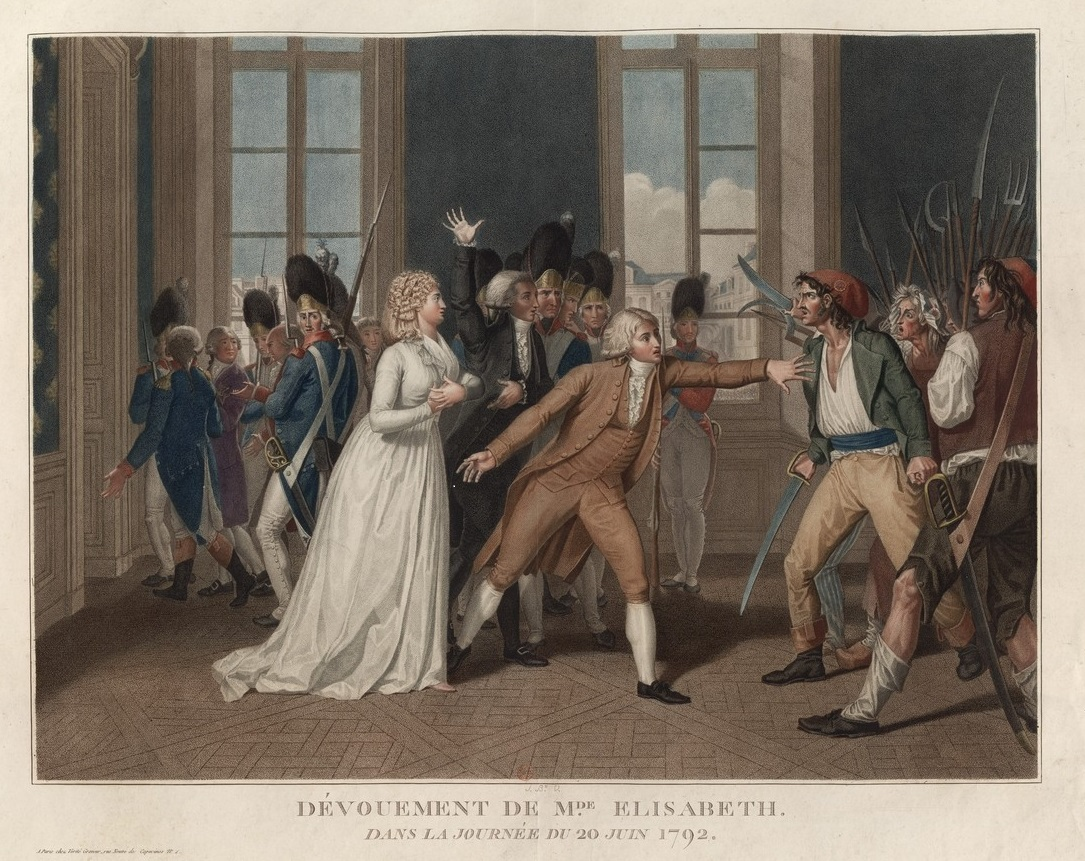
Devoción de Madame Isabel en la jornada del 20 de junio de 1792. Grabado de Jean-Baptiste Vérité (1794)

Durante la jornada del 20 de junio en el Palacio de las Tullerías, Isabel causó una gran impresión por su valor, sobre todo cuando fue confundida por un momento con la reina. La princesa se hallaba presente en la cámara del rey cuando la turbamulta irrumpió en el palacio, permaneciendo junto a Luis XVI la mayor parte del tiempo que duró el incidente. Cuando la muchedumbre obligó al rey a ponerse el gorro rojo revolucionario, Isabel fue confundida con la reina, tras lo cual fue advertida: «No lo entendéis, os han tomado por la austriaca», replicando la princesa: «Ah, si Dios fuera así, no los ilumines, sálvalos de un crimen mayor». Se apartó entonces de una bayoneta que la estaba apuntando y dijo: «Tened cuidado, monsieur. Podríais herir a alguien, y estoy segura de que lo lamentaríais». Cuando un realista se desmayó en un intento por proteger al rey, Isabel se acercó a él y lo reanimó con sus sales. Tras la jornada del 20 de junio, algunos de los participantes atribuyeron el fracaso del asalto al valor demostrado por Isabel, declarando una de las mujeres que irrumpieron en el palacio: «No había nada que hacer hoy: su buena Santa Genoveva estaba allí». La propia Isabel describió aquella jornada en una carta:

Estábamos en la ventana del rey. Las pocas personas que estaban con su valet vinieron también a reunirse con nosotros. Las puertas fueron cerradas y unos pocos minutos después oímos a alguien llamando. Era Aclocque y algunos grenadiers y voluntarios que había traído. Pidió al rey mostrarse a solas. El rey pasó a la primera antesala... En el momento en que el rey fue a su antesala alguna gente de la reina la obligó a volver a sus habitaciones. (...) No había nadie que me obligase a dejar al rey, y la reina había sido apenas arrastrada de vuelta cuando la puerta fue reventada por los piqueros. En ese momento el rey se alzó sobre unos cofres que estaban en la ventana, y el mariscal de Mouchy, MM. d'Hervelly, Aclocque, y una docena de grenadiers lo rodearon. Yo permanecí cerca de la pared rodeada por ministros, M. de Marsilly, y unos pocos de la Guardia Nacional. Los piqueros entraron a la habitación como un relámpago, buscaron al rey, uno en particular quien, dicen, dijo cosas horribles, pero un grenadier cogió su brazo, diciendo: «Infeliz, es vuestro rey». Ellos al mismo tiempo gritaron Vive le Roy. El resto de los piqueros respondieron la aclamación mecánicamente. La habitación se llenó en un tiempo más rápido del que puedo escribir, todos preguntando por la sanción (por los decretos) y que los ministros serían enviados lejos. Por cuatro horas el mismo grito fue repetido. Algunos miembros de la Asamblea vinieron poco después. MM. Vergniaud e Isnard hablaron muy bien a la gente, diciéndoles que estaban equivocados al preguntar al rey de este modo por la sanción, e intentaron persuadirlos de retirarse, pero sus palabras fueron inútiles... Al final Pétion y otros miembros de la municipalidad llegaron. El primero arengó a la gente, y tras haber alabado la dignidad y orden con el cual habían venido, les suplicó retirarse con la misma calma, por lo que no serían reprochados por haber cedido el paso a un exceso durante una fete Civique... Pero para volver con la reina, a quien dejé ser forzada de vuelta, contra su voluntad, al apartamento de mi sobrino... Ella hizo todo en este mundo por volver con el rey, pero MM. de Choiseul y de Hauteville y nuestras mujeres quienes estaban allí la previnieron... Los Grenadiers entraron a la cámara del consejo, y los pusieron a ella y a los niños detrás de la mesa. Los Grenadiers y otros que estaban muy unidos a ellos, los rodearon, y la multitud pasó ante ellos. Una mujer puso un gorro rojo en la cabeza de la reina y en la de mi sobrino. El rey tenía también uno del primero. Santerre, quien lideraba la fila, la arengó, y le dijo que la gente la había engañado al decir que el pueblo no la amaba; lo hacían, y pudo asegurarle que no tenía nada que temer. «Uno nunca teme nada cuando está con buena gente», replicó, extendiendo su mano al mismo tiempo a los grenadiers cerca de ella, quienes se arrojaron sobre ella para besarla. Fue muy conmovedor... Una diputación real llegó a ver al rey, y como escuché esto y no quería permanecer en la multitud, salí una hora antes que él. Me reuní con la reina, y podéis suponer con qué placer la abracé.

Tras este acontecimiento, tanto Isabel como el rey se desesperaron por el futuro, el cual percibían «como un abismo desde el cual sólo podrían escapar por un milagro de la Providencia», si bien Isabel siguió actuando como consejera política del rey, describiendo Madame de Lage a la princesa en estas circunstancias: «Pasa sus días rezando y devorando los mejores libros en esta situación. Está llena de nobleza y sentimientos generosos: su timidez cambia a firmeza cuando se trata de hablar al rey y de informarle del estado de las cosas».
La corte real fue advertida de que se produciría un ataque al palacio, por lo que varios nobles realistas se reunieron con el fin de defender a la familia real el 9 de agosto, durmiendo en cualquier lugar del edificio. Durante el día siguiente, a la espera del ataque, la reina, acompañada por sus hijos, Isabel y la princesa de Lamballe, salió del palacio para infundir valor a sus defensores, siguiendo posteriormente al rey cuando este inspeccionó la guardia en el interior del palacio, si bien no acompañó al monarca cuando visitó a los guardias apostados fuera del complejo palaciego.
El 10 de agosto, cuando los insurgentes asaltaron las Tullerías, el rey y la reina fueron aconsejados por Roederer de abandonar el edificio y buscar refugio en la Asamblea Legislativa debido a la imposibilidad de defender el palacio. Tras oír esto, Isabel preguntó a Roederer: «Monsieur Roederer, ¿responderéis por las vidas del rey y la reina?», a lo que éste respondió: «Madame, respondemos que moriremos a su lado; eso es todo cuanto podemos garantizar». La familia real, incluida Isabel, abandonó el palacio en busca de refugio en la Asamblea. Madame de la Rochefoucauld describió aquel momento: 

Yo estaba en el jardín, lo suficientemente cerca para ofrecer mi brazo a Madame la princesa de Lamballe, quien era la más pesimista y asustada del grupo; lo tomó. El rey caminaba erguido... la reina estaba llorando; de cuando en cuando se los limpiaba y se esforzaba por tomar un aire de confianza, el cual mantuvo durante un rato, pero la sentí temblar. El delfín no estaba muy asustado. Madame Isabel estaba tranquila y resignada, la religión la inspiraba... La pequeña Madame lloraba suavemente. Madame la princesa de Lamballe me dijo: «no volveremos nunca al palacio».

Cuando Isabel vio a la turbamulta dijo, según informes: «Todas estas personas están equivocadas. Deseo su conversión, mas no su castigo». Isabel fue descrita como tranquila durante su estancia en la Asamblea, donde fue testigo, más tarde aquel día, del destronamiento de su hermano. La princesa siguió a su familia desde allí hasta el convento de los Feuillants, donde ocupó la cuarta habitación junto con su sobrino, de Tourzel y de Lamballe. Durante la noche, varias mujeres situadas a las afueras del edificio clamaron por las cabezas del rey, de la reina y de Isabel, ante lo cual Luis XVI, ofendido, preguntó: «¿Qué les han hecho?», en referencia a su esposa y su hermana. Según testimonios, Isabel pasó la noche rezando. Poco después se reunió con la familia parte de su séquito, incluida Pauline de Tourzel. La familia fue transferida a la torre del Temple tres días después. Antes de abandonar el convento, Isabel dijo a Pauline: «Querida Pauline, conocemos vuestra discrección y vuestro apego por nosotros. Tengo una carta de la mayor importancia de la cual deseo deshacerme antes de salir de aquí. Ayudadme a hacerla desaparecer». Ambas empezaron a romper la carta, la cual tenía ocho páginas, pero debido a la gran cantidad de tiempo que les llevaba, Pauline optó por tragarse las hojas.

### Torre del Temple

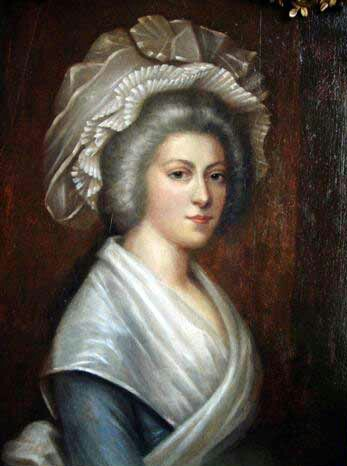
Retrato de Isabel en la torre del Temple, por Alexander Kucharsky (1792).

Tras la ejecución del rey el 21 de enero de 1793 y la separación de su sobrino, el pequeño Luis XVII de Francia para los monárquicos, del resto de su familia, Isabel se quedó sola junto con María Antonieta y María Teresa en su apartamento en el Temple. La reina fue conducida a la Conciergerie el 1 de agosto de 1793. Cuando su cuñada fue transferida, tanto Isabel como su sobrina pidieron sin éxito ir tras ella; inicialmente, no obstante, ambas mantuvieron contacto con María Antonieta a través del sirviente Hue, quien conocía a Madame Richard, esposa del conserje de la Conciergerie.
María Antonieta fue ejecutada el 16 de octubre. Su última carta, escrita horas antes de su muerte, estaba dirigida a Isabel, si bien nunca llegó a sus manos. Durante el juicio contra la reina, acusaciones de incesto con su hijo fueron lanzadas contra ella las cuales aparentemente habían sido confirmadas por el delfín cuando fue interrogado, siendo estas acusaciones vertidas también contra Isabel y a las cuales María Antonieta hacía referencia en su carta, en la cual pedía a Isabel perdonar a su hijo: «Debo hablaros de algo muy doloroso para mi corazón. Sé lo mucho que este niño os debe haber herido. Perdonadlo, mi querida hermana. Pensad en su edad y en lo fácil que es hacer a un niño decir lo que uno quiere y lo que incluso no entiende».
Isabel y María Teresa no fueron informadas de la muerte de la reina. El 21 de septiembre, ambas fueron privadas del privilegio de tener servidumbre, lo que resultó en el despido de Tison y Turgy y por tanto la pérdida de la posibilidad de comunicarse con el mundo exterior mediante cartas secretas. Isabel se centró en su sobrina, a quien confortó con declaraciones religiosas y martirios, protestando sin éxito por el trato dado a su sobrino. Posteriormente, María Teresa escribió sobre su tía: «Creo que tengo su naturaleza (...) me consideraba y cuidaba como su hija, y yo, la honré como una segunda madre».

### Juicio
Isabel no era vista como un peligro por Robespierre, por lo que en un principio se planteó su expulsión de Francia. En la orden del 1 de agosto de 1793, la cual establecía la transferencia a la Conciergerie y el juicio de María Antonieta, se establecía también que Isabel no sería juzgada sino exiliada: «Todos los miembros de la familia Capeto serán exiliados del territorio de la República, con la excepción de los hijos de Luis Capeto, y los miembros de la familia que estén bajo la jurisdicción de la ley. Isabel Capeto no puede ser exiliada hasta después del juicio de María Antonieta».
No obstante, Chaumette aludió al Temple como «un especial, excepcional, y aristocrático refugio, contrario al espíritu de igualdad proclamado por la República (...) representando al Consejo General de la Comuna lo absurdo de mantener a tres personas en la torre del Temple, quienes causan servicio extra y gasto excesivo», mientras que Hébert insistía en la ejecución de Isabel. Pese a que el propio Robespierre deseaba evitar semejante «crueldad inútil», el clima político era tal que «ocultó su pensamiento de indulto bajo palabras de insulto. No se atrevió a reivindicar a esa mujer inocente de la feroz impaciencia de Hébert sin insultar a la víctima que deseaba salvar. La llamó la "despreciable hermana de Capeto"». Barère afirmó que Robespierre intentó salvar a Isabel el día de su muerte, pero no pudo debido a la insistencia de Collot d'Herbois en su ejecución.
El 9 de mayo de 1794, Isabel, llamada la «hermana de Luis Capeto», fue transferida a la Conciergerie por una delegación de comisarios encabezada por Monet bajo las órdenes de Fouquier-Tinville. Isabel abrazó a María Teresa y le prometió que volvería. Cuando el comisario Eudes afirmó que no regresaría, Isabel pidió a su sobrina mostrar valor y confiar en Dios. Dos horas después fue conducida ante el Tribunal Revolucionario en la Conciergerie y sometida a su primer interrogatorio ante el juez Gabriel Delidge en presencia de Fouquier-Tinville.
Fue acusada de haber participado en los consejos secretos de María Antonieta; de haber mantenido correspondencia con enemigos internos y externos, incluidos sus hermanos exiliados, y de haber conspirado con ellos en contra de la seguridad y la libertad del pueblo francés; de apoyar a los emigrados con fondos destinados a financiar sus guerras contra Francia mediante el envío de sus diamantes a través de agentes en Holanda; de haber tenido conocimiento y haber ayudado al rey en la fuga de Varennes; y de alentar la resistencia de las tropas reales durante la jornada del 10 de agosto de 1792 con el fin de provocar una masacre entre la gente que había irrumpido en las Tullerías.
Isabel afirmó tener constancia de que María Antonieta no había celebrado consejos secretos; que ella solo había tenido contacto con amigos de Francia, y que no había tenido contacto alguno con sus hermanos exiliados desde que abandonó las Tullerías; que no había proporcionado fondos a los emigrados; que no había tenido conocimiento de antemano de la fuga de Varennes y que el propósito de la misma no era abandonar el país sino retirarse a las provincias por la salud de Luis XVI, habiendo acompañado al rey siguiendo sus órdenes. Asimismo, negó haber visitado a la guardia suiza con María Antonieta la noche anterior al 10 de agosto de 1792.
Tras el interrogatorio, Isabel fue escoltada a una celda. Rechazó tener un defensor público, aunque parece ser que nombró a Claude François Chauveau-Lagarde como su abogado puesto que éste fue llamado por alguien que afirmaba ser un enviado de la princesa. No se le permitó verla aquel día, siendo informado por Fouquier-Tinville de que Isabel no sería juzgada de momento y que tendría tiempo suficiente para hablar con ella. No obstante, Isabel fue juzgada la mañana siguiente, viéndose Chauveau-Lagarde obligado a aparecer ante el tribunal como su defensor sin haber podido hablar previamente con ella. La princesa fue juzgada junto a otras veinticuatro personas (diez de las cuales eran mujeres), si bien ella fue colocada en una zona más visible que el resto de acusados. Según informes, llevaba puesto un vestido blanco, siendo descrita como serena y tranquila.
Su juicio fue conducido por Rene Francois Dumas, presidente del tribunal, con el apoyo de los jueces Gabriel, Deliege, y Antoine Marie Maire. Durante el mismo, se le formularon las mismas preguntas que en el interrogatorio, respondiendo Isabel de la misma manera. En relación con la acusación de haber alentado a la guardia suiza y a los defensores realistas a defenderse de los atacantes el 10 de agosto, se le preguntó: «¿No cuidó y curó las heridas de los asesinos que fueron enviados a los Campos Elíseos contra los valientes marselleses por su hermano?», a lo que Isabel replicó: «No tengo constancia de que mi hermano enviase asesinos contra ninguna persona, quienesquiera que fuesen. Di socorro a muchos de los heridos. La sola humanidad me impulsó a curar sus heridas. Con el fin de confortarlos no tuve necesidad de inquirir en el origen de sus infortunios. No reivindico ningún mérito por esto, y no puedo imaginar que esto pueda ser imputado a mí como un crimen».
Cuando se le preguntó si no se refería a su sobrino como rey, ignorando el hecho de que Francia era una República, Isabel respondió: «Yo hablaba familiarmente con el niño, que era querido para mí en más de una cuenta; entonces le di el consuelo que apareció ante mí como capaz de confortarlo por la pérdida de aquellos a quienes debía su ser». Esto fue interpretado como un signo de que Isabel «alimentó al pequeño Capeto con proyectos de venganza los cuales vos y los vuestros no habéis cesado de formar contra la Libertad, y que os halagasteis con la esperanza de alzar de nuevo un trono destrozado inundándolo con la sangre de los patriotas».
Chauveau-Lagarde recordó posteriormente su discurso en defensa de Isabel:

Observé, que el proceso consistió en una lista de acusaciones banales, sin documentos, sin preguntas, y que, en consecuencia, donde no existía elemento legal de convicción no podía haber convicción legal. Añadí que entonces sólo podrían ofrecer en oposición a la augusta acusada, sus réplicas a las preguntas que ellos le habían hecho a ella, como si fuese sólo en estas respuestas en lo que todo el asunto consistiese; pero estas mismas respuestas, lejos de condenarla, traerían, por el contrario, su honor a ojos de todos, ya que no probaban nada sino la bondad de su corazón y el heroísmo de su amistad. Entonces, tras desarrollar estas primeras ideas, concluí diciendo que en vez de una defensa de Madame Isabel yo sólo había presentado su perdón, pero eso, en la imposibilidad de descubrir una digna de ella, quedó sólo para mí hacer una observación, la cual fue, que la princesa que en la corte de Francia había sido el más perfecto modelo de todas las virtudes, no podía ser enemigo de Francia.

Dumas respondió a la «audacia (del defensor) al hablar de lo que él llamaba las pretendidas virtudes de la acusada y de haber corrompido así la moralidad pública», pronunciando a continuación su discurso ante el jurado: 

Complots y conspiraciones han existido formados por Capeto, su esposa, su familia, sus agentes, sus cómplices, a consecuencia de los cuales han sido provocadas guerras por los aliados tiranos en el extranjero, y una guerra civil en casa. Socorro en hombres y armas ha sido suministrado al enemigo; disposiciones tomadas; jefes nombrados para asesinar a la gente, aniquilar la libertad y restablecer el despotismo. Ana Isabel Capeto - ¿es ella cómplice de estos complots?

El jurado declaró a Isabel y a los otros veinticuatro acusados culpables de los cargos, tras lo cual el tribunal, «de acuerdo con el cuarto artículo de la segunda parte del Código Penal», los condenó a morir guillotinados al día siguiente, siendo una de las condenadas indultada por estar embarazada. En las notas sobre el juicio de Nicolas Pasquin, ayudante de cámara de Isabel, consta que se hizo referencia a la princesa como la hermana del tirano Capeto. Pasquin, de treinta y seis años, fue también condenado a muerte por su supuesta participación en los acontecimientos del 10 de agosto de 1792, siendo ejecutado en febrero.
Cuando abandonó la sala, Fouquier-Tinville dijo al presidente: «Uno debe admitir que no ha pronunciado queja alguna», a lo que Dumas replicó: «¿De qué debería quejarse Isabel de Francia? ¿No le hemos dado hoy una corte de aristócratas digna de ella? No habrá nada que le impida seguir imaginándose a sí misma en los salones de Versalles cuando se vea a sí misma, rodeada de su fiel nobleza, a los pies de la sagrada guillotina».

### Ejecución

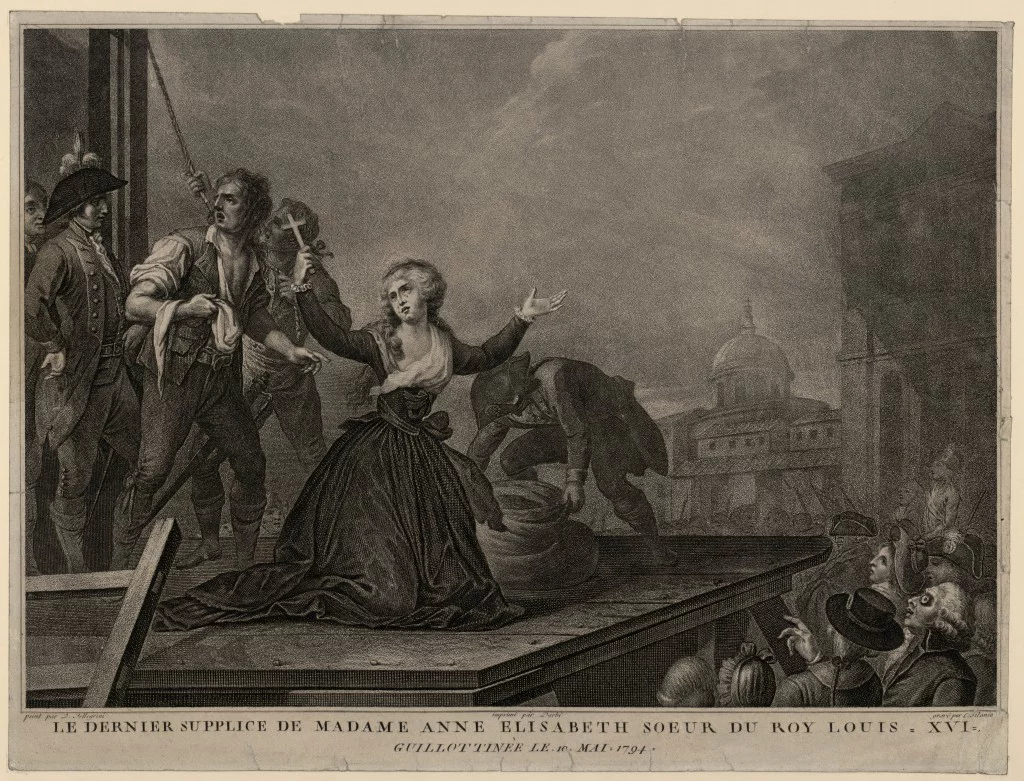
El último suplicio de Madame Ana Isabel hermana del rey Luis XVI, guillotinada el 10 de mayo de 1794, por Carlo Lasinio.

Tras el juicio, Isabel se reunió con los condenados a la espera de ser ejecutada. Preguntó por María Antonieta, a lo que una de las prisioneras contestó: «Madame, vuestra hermana ha sufrido el mismo destino que nosotros mismos estamos a punto de sufrir».
Según informes, Isabel confortó y fortaleció con éxito la moral de los demás condenados poco antes de la ejecución con argumentos religiosos y dando ejemplo con su actitud tranquila: «Les habló con inexpresable amabilidad y calma, dominando su sufrimiento mental mediante la serenidad de su mirada, la tranquilidad de su apariencia, y la influencia de sus palabras. (...) Los animó a esperar a Aquel que recompensa las pruebas llevadas con valor, los sacrificios realizados». La propia Isabel dijo: «No se nos pide sacrificar nuestra fe como los primeros mártires, sino sólo nuestras miserables vidas; dejadnos ofrecer este pequeño sacrificio a Dios con resignación».
Del mismo modo, Isabel dijo a Madame de Lomenie, quien se sentía indignada por la forma en que Fouquier-Tinville había imputado su popularidad entre sus antiguos electores en Brienne como un crimen: «Si es grandioso merecer la estima de los conciudadanos, es mucho mejor, creedme, merecer la misericordia de Dios. Habéis mostrado a vuestros compatriotas cómo hacer el bien. Ahora mostradles cómo muere uno cuando su conciencia está en paz», mientras que a Madame de Montmorin, quien estaba desolada por ser ejecutada junto a su hijo, la reconfortó con las siguientes palabras: «Amáis a vuestro hijo, y ¿no deseáis que os acompañe? Vais a disfrutar de los placeres del Cielo, y ¡deseáis que se quede en esta Tierra, donde ahora sólo hay tormentos y pena!».
Isabel fue ejecutada junto a los veintitrés hombres y mujeres que habían sido juzgados y condenados con ella, y, según testimonios, la princesa conversó con Madame de Senozan y Madame de Crussol durante el trayecto hasta el lugar de ejecución. En la carreta en la que fueron transportados, y mientras esperaba para ser ejecutada, Isabel ayudó y confortó a los demás condenados, a quienes recitó el salmo 130, De Profundis, hasta que llegó su turno. El pañuelo blanco que cubría su cabeza salió volando a consecuencia del viento, y al ser la única persona con la cabeza al descubierto, atrajo especial atención por parte de los espectadores, atestiguando varios de los presentes que la princesa permaneció tranquila en todo momento.
Al pie de la guillotina había un banco para los condenados, quienes tuvieron que abandonar la carreta y aguardar allí antes de ser ejecutados. Isabel fue la primera en descender de la carreta, negándose a aceptar la ayuda del verdugo, si bien fue la última en ser ejecutada, por lo que tuvo que presenciar las decapitaciones de sus compañeros. La primera en ser llamada fue Madame de Crussol, quien se inclinó ante Isabel y le pidió que la abrazase, despidiéndose el resto de mujeres del mismo modo, mientras que los hombres se inclinaron ante ella, repitiendo Isabel en cada ocasión el salmo De Profundis. Este gesto llamó la atención, comentando uno de los espectadores: «Pueden hacer sus salmos si quieren, pero compartirán el mismo destino que la austriaca». Las palabras de Isabel confortaron a los condenados, quienes mostraron valor en todo momento. Cuando la última persona ejecutada antes que ella, un hombre, se inclinó, Isabel dijo: «¡Valor, y fe en la misericordia de Dios!», levantándose entonces para prepararse para su ejecución. Mientras era sujetada a la plancha de madera de la guillotina, su fichú cayó al suelo dejando al descubierto sus hombros, por lo que Isabel replicó a su verdugo: «En el nombre de vuestra madre, señor, cubridme».
Según informes, su ejecución causó cierta conmoción entre los espectadores, quienes no gritaron «viva la República», algo común tras un ajusticiamiento en la Revolución. El respeto que Isabel había infundido entre el público causó también consternación en Robespierre, quien nunca había deseado ejecutarla y temía además por el efecto que su muerte pudiese causar. La tarde del día de su ejecución, Robespierre preguntó a Barère acerca de lo que decía la gente, recibiendo la siguiente respuesta: «Murmuran; claman contra vos; preguntan qué hizo Madame Isabel para ofenderos; cuáles fueron sus crímenes; por qué enviasteis a una persona inocente y virtuosa al cadalso», a lo que Robespierre replicó: «Bien, ya sabéis, siempre soy yo. Os aseguro, mi querido Maret, que, lejos de ser la causa de la muerte de Madame Isabel, yo deseaba salvarla. Fue ese desgraciado Collot d'Herbois quien la arrebató de mí».
Su cuerpo fue enterrado en una fosa común en el cementerio de Errancis, en París. Durante la Restauración borbónica, su hermano Luis XVIII buscó sus restos, descubriendo que los cuerpos enterrados en el cementerio se habían descompuesto hasta el punto de no poder ser identificados. Los restos de Isabel, al igual que los de otras víctimas de la guillotina (incluidos los de Robespierre, también enterrado en el cementerio de Errancis), fueron trasladados a las Catacumbas de París.

## Causa de beatificación y canonización
En 1953, el Papa Pío XII reconoció por decreto el carácter heroico de sus virtudes simplemente por su martirio. En consecuencia, la princesa fue declarada Sierva de Dios y la causa de beatificación fue presentada oficialmente el 23 de diciembre de 1953 por el Cardenal Maurice Feltin, arzobispo de París.
En 2016, el Cardenal André Vingt-Trois reactivó la causa de beatificación. El Padre Xavier Snoëk, ex párroco de Santa Isabel de Hungría (iglesia ubicada en el antiguo distrito del Temple donde estuvo presa la princesa), nombrado postulador de la causa, reconoció en mayo de 2017 la asociación de fieles promotores de su causa. El 15 de noviembre del mismo año, el Cardenal Vingt-Trois, después de consultar con la Conferencia de Obispos de Francia y el nihil obstat de la Congregación para las Causas de los Santos en Roma, expresó su confianza en que el proceso condujese a la canonización de Isabel.
Padre Xavier Snoëk ha sugerido un camino alternativo para la beatificación de Isabel basado en el motu proprio Maiorem hac dilectionem promulgado por el Papa Francisco el 11 de julio de 2017. Debido a que su acusación no hizo referencia a su religión, no fue asesinada en "odium fidei" (odio de la fe) y por lo tanto no puede ser considerado un mártir. Si no se la considera mártir, Padre Snoëk señala que sigue siendo necesario un milagro que ocurrió después de la muerte de Isabel y obtenido por su intercesión.